# Xiphidiopsis forficula
Xiphidiopsis forficula är en insektsart som beskrevs av Boris Petrovich Uvarov 1923. Xiphidiopsis forficula ingår i släktet Xiphidiopsis och familjen vårtbitare. Inga underarter finns listade i Catalogue of Life.